# Superliga de Voleibol Masculina 2022-2023
La Superliga de Voleibol Masculina 2022-2023, 59ª edizione della massima serie del campionato spagnolo di pallavolo maschile, si è svolta dal 1º ottobre 2022 al 6 maggio 2023: al torneo hanno partecipato dodici squadre di club spagnole e la vittoria finale è andata per la settima volta al Guaguas.

## Regolamento

### Formula
La formula ha previsto:
- Regular season, disputata con girone all'italiana, con gare di andata e ritorno, per un totale di ventidue giornate: le prime otto classificate hanno acceduto ai play-off scudetto, mentre le ultime due classificate sono retrocesse in Superliga 2;
- Play-off scudetto, disputati con:
  - Quarti di finale e semifinali, giocate al meglio di due vittorie su tre gare;
  - Finale, giocata al meglio di tre vittorie su quattro gare (in caso di parità al termine della quarta gara si è disputato un golden set per stabilire il vincitore)[2].

### Criteri di classifica
Se il risultato finale è stato di 3-0 o 3-1 sono stati assegnati 3 punti alla squadra vincente e 0 a quella sconfitta, se il risultato finale è stato di 3-2 sono stati assegnati 2 punti alla squadra vincente e 1 a quella sconfitta.
L'ordine del posizionamento in classifica è stato definito in base a:
- Punti;
- Numero di partite vinte;
- Ratio dei set vinti/persi;
- Ratio dei punti realizzati/subiti;
- Risultato degli scontri diretti[3][4].

## Squadre partecipanti
Le squadre neopromosse dalla Superliga 2 de Voleibol Masculina sono state il Barcellona e il Textil, rispettivamente vincitrice e finalista della fase finale del campionato cadetto.
| Club            | Stagione | Città                      | Impianto                           | Stagione precedente |
| --------------- | -------- | -------------------------- | ---------------------------------- | --- |
| Almería         | dettagli | Almería                    | Pabellón Moisés Ruiz               | 2ª in Superliga de Voleibol Masculina; Campione di Spagna                                                                         |
| Barcellona      | dettagli | Barcellona                 | Pabellón La Salle Bonanova         | 2ª in Superliga 2 de Voleibol Masculina (girone C); 1ª nella fase finale (gruppo A); vincitrice Superliga 2 de Voleibol Masculina |
| Cabo de Cruz    | dettagli | Boiro                      | Pabellón A Cachada                 | 7ª in Superliga de Voleibol Masculina; quarti di finale play-off scudetto                                                         |
| Emevé           | dettagli | Lugo                       | Pabellón Municipal de Deportes     | 10ª in Superliga de Voleibol Masculina                                                                                            |
| Guaguas         | dettagli | Las Palmas de Gran Canaria | Centro Insular de Deportes         | 3ª in Superliga de Voleibol Masculina; semifinali play-off scudetto                                                               |
| Manacor         | dettagli | Manacor                    | Polideportivo Miguel Ángel Nadal   | 8ª in Superliga de Voleibol Masculina; quarti di finale play-off scudetto                                                         |
| Melilla         | dettagli | Melilla                    | Pabellón Javier Imbroda Ortiz      | 1ª in Superliga de Voleibol Masculina; finale play-off scudetto                                                                   |
| Palma           | dettagli | Palma di Maiorca           | Palau Municipal d'Esports Son Moix | 5ª in Superliga de Voleibol Masculina; semifinali play-off scudetto                                                               |
| Río Duero Soria | dettagli | Soria                      | Pabellón Los Pajaritos             | 4ª in Superliga de Voleibol Masculina; quarti di finale play-off scudetto                                                         |
| Teruel          | dettagli | Teruel                     | Pabellón Los Planos                | 6ª in Superliga de Voleibol Masculina; quarti di finale play-off scudetto                                                         |
| Textil          | dettagli | Cabezón de la Sal          | Polideportivo Matilde de la Torre  | 1ª in Superliga 2 de Voleibol Masculina (girone A); 2ª nella fase finale (gruppo A); finalista Superliga 2 de Voleibol Masculina  |
| Valencia        | dettagli | Valencia                   | Pavelló Municipal Benicalap sur    | 9ª in Superliga de Voleibol Masculina                                                                                             |

## Torneo

### Regular season

#### Risultati
| Prima giornata |                           |     |                                   |
|                |                           |     |                                   |
| 01-10          | Cabo de Cruz - Almería    | 0-3 | 20-25, 23-25, 22-25               |
| 01-10          | Valencia - Teruel         | 3-2 | 20-25, 25-22, 25-17, 23-25, 17-15 |
| 01-10          | Río Duero Soria - Guaguas | 1-3 | 26-24, 17-25, 20-25, 16-25        |
| 02-10          | Melilla - Manacor         | 3-0 | 25-21, 25-16, 25-7                |
| 01-10          | Palma - Barcellona        | 1-3 | 21-25, 32-30, 21-25, 15-25        |
| 01-10          | Textil - Emevé            | 0-3 | 16-25, 24-26, 23-25               |

| Seconda giornata |                          |     |                            |
|                  |                          |     |                            |
| 08-10            | Emevé - Cabo de Cruz     | 3-0 | 25-18, 25-13, 25-22        |
| 09-10            | Barcellona - Textil      | 3-0 | 25-19, 25-20, 25-17        |
| 08-10            | Manacor - Palma          | 3-1 | 22-25, 25-16, 25-18, 25-20 |
| 08-10            | Guaguas - Melilla        | 3-0 | 25-17, 25-15, 25-20        |
| 08-10            | Teruel - Río Duero Soria | 0-3 | 23-25, 22-25, 12-25        |
| 08-10            | Almería - Valencia       | 1-3 | 24-26, 25-20, 23-25, 20-25 |

| Terza giornata |                           |     |                            |
|                |                           |     |                            |
| 15-10          | Cabo de Cruz - Valencia   | 1-3 | 19-25, 21-25, 25-22, 17-25 |
| 15-10          | Río Duero Soria - Almería | 3-1 | 28-26, 16-25, 25-20, 25-23 |
| 16-10          | Melilla - Teruel          | 1-3 | 25-22, 19-25, 21-25, 13-25 |
| 15-10          | Palma - Guaguas           | 0-3 | 21-25, 19-25, 20-25        |
| 15-10          | Textil - Manacor          | 1-3 | 27-29, 27-25, 17-25, 20-25 |
| 15-10          | Emevé - Barcellona        | 3-1 | 19-25, 27-25, 25-21, 25-17 |

| Quarta giornata |                            |     |                                   |
|                 |                            |     |                                   |
| 23-10           | Barcellona - Cabo de Cruz  | 3-0 | 25-14, 25-15, 25-22               |
| 22-10           | Manacor - Emevé            | 3-2 | 25-15, 25-23, 23-25, 16-25, 15-10 |
| 22-10           | Guaguas - Textil           | 3-0 | 26-24, 25-13, 25-19               |
| 22-10           | Teruel - Palma             | 3-0 | 25-21, 25-20, 25-19               |
| 22-10           | Almería - Melilla          | 1-3 | 24-26, 27-25, 15-25, 18-25        |
| 22-10           | Valencia - Río Duero Soria | 2-3 | 21-25, 20-25, 26-24, 26-24, 11-15 |

| Quinta giornata |                                |     |                                   |
|                 |                                |     |                                   |
| 29-10           | Cabo de Cruz - Río Duero Soria | 0-3 | 18-25, 20-25, 21-25               |
| 30-10           | Melilla - Valencia             | 3-2 | 23-25, 25-19, 18-25, 25-15, 15-12 |
| 29-10           | Palma - Almería                | 0-3 | 19-25, 23-25, 20-25               |
| 29-10           | Textil - Teruel                | 0-3 | 14-25, 19-25, 18-25               |
| 29-10           | Emevé - Guaguas                | 0-3 | 12-25, 17-25, 18-25               |
| 30-10           | Barcellona - Manacor           | 3-1 | 23-25, 25-22, 25-23, 25-20        |

| Sesta giornata |                           |     |                                  |
|                |                           |     |                                  |
| 05-11          | Manacor - Cabo de Cruz    | 3-1 | 25-17, 23-25, 25-18, 25-20       |
| 06-11          | Guaguas - Barcellona      | 3-0 | 25-15, 25-18, 25-14              |
| 05-11          | Teruel - Emevé            | 3-0 | 25-23, 25-21, 25-21              |
| 05-11          | Almería - Textil          | 3-0 | 25-22, 25-19, 25-22              |
| 05-11          | Valencia - Palma          | 3-2 | 25-16, 21-25, 16-25, 25-20, 15-7 |
| 05-11          | Río Duero Soria - Melilla | 1-3 | 25-27, 25-20, 23-25, 29-31       |

| Settima giornata |                         |     |                                   |
|                  |                         |     |                                   |
| 12-11            | Cabo de Cruz - Melilla  | 0-3 | 20-25, 20-25, 18-25               |
| 12-11            | Palma - Río Duero Soria | 0-3 | 18-25, 17-25, 14-25               |
| 12-11            | Textil - Valencia       | 0-3 | 18-25, 19-25, 24-26               |
| 12-11            | Emevé - Almería         | 3-2 | 21-25, 25-23, 20-25, 26-24, 18-16 |
| 13-11            | Barcellona - Teruel     | 0-3 | 24-26, 17-25, 20-25               |
| 12-11            | Manacor - Guaguas       | 1-3 | 23-25, 18-25, 25-16, 16-25        |

| Ottava giornata |                          |     |                                  |
|                 |                          |     |                                  |
| 19-11           | Guaguas - Cabo de Cruz   | 3-0 | 25-13, 25-13, 25-11              |
| 19-11           | Teruel - Manacor         | 3-0 | 25-23, 25-23, 26-24              |
| 19-11           | Almería - Barcellona     | 3-2 | 22-25, 25-18, 25-17, 16-25, 15-6 |
| 20-11           | Valencia - Emevé         | 3-0 | 25-20, 25-15, 25-20              |
| 19-11           | Río Duero Soria - Textil | 3-0 | 25-14, 25-23, 25-17              |
| 20-11           | Melilla - Palma          | 3-1 | 25-16, 25-20, 23-25, 25-20       |

| Nona giornata |                         |     |                            |
|               |                         |     |                            |
| 26-11         | Cabo de Cruz - Palma    | 1-3 | 22-25, 25-23, 19-25, 24-26 |
| 26-11         | Textil - Melilla        | 0-3 | 18-25, 18-25, 18-25        |
| 26-11         | Emevé - Río Duero Soria | 0-3 | 21-25, 19-25, 21-25        |
| 27-11         | Barcellona - Valencia   | 3-0 | 25-22, 25-21, 26-24        |
| 26-11         | Manacor - Almería       | 0-3 | 22-25, 17-25, 21-25        |
| 26-11         | Guaguas - Teruel        | 3-0 | 25-18, 25-23, 25-21        |

| Decima giornata |                              |     |                            |
|                 |                              |     |                            |
| 03-12           | Cabo de Cruz - Teruel        | 0-3 | 22-25, 16-25, 15-25        |
| 03-12           | Almería - Guaguas            | 1-3 | 20-25, 30-28, 20-25, 22-25 |
| 03-12           | Valencia - Manacor           | 3-1 | 22-25, 25-20, 25-21, 25-22 |
| 03-12           | Río Duero Soria - Barcellona | 3-0 | 25-21, 25-16, 26-24        |
| 04-12           | Melilla - Emevé              | 3-0 | 25-17, 26-24, 25-20        |
| 03-12           | Palma - Textil               | 3-1 | 25-21, 25-20, 19-25, 25-17 |

| Undicesima giornata |                           |     |                            |
|                     |                           |     |                            |
| 10-12               | Textil - Cabo de Cruz     | 3-1 | 17-25, 25-19, 25-20, 25-17 |
| 10-12               | Emevé - Palma             | 3-0 | 25-18, 25-17, 25-20        |
| 10-12               | Barcellona - Melilla      | 0-3 | 19-25, 15-25, 13-25        |
| 10-12               | Manacor - Río Duero Soria | 1-3 | 25-19, 24-26, 20-25, 18-25 |
| 10-12               | Guaguas - Valencia        | 3-1 | 25-17, 25-21, 21-25, 25-19 |
| 10-12               | Teruel - Almería          | 3-1 | 28-26, 18-25, 25-20, 25-20 |

| Dodicesima giornata |                           |     |                            |
|                     |                           |     |                            |
| 17-12               | Almería - Cabo de Cruz    | 3-0 | 25-13, 26-24, 25-13        |
| 17-12               | Teruel - Valencia         | 3-0 | 25-17, 25-15, 25-23        |
| 17-12               | Guaguas - Río Duero Soria | 3-1 | 25-22, 25-18, 20-25, 25-18 |
| 17-12               | Manacor - Melilla         | 1-3 | 25-23, 26-28, 18-25, 23-25 |
| 18-12               | Barcellona - Palma        | 3-1 | 25-22, 25-22, 30-32, 25-23 |
| 17-12               | Emevé - Textil            | 3-0 | 25-18, 25-16, 25-21        |

| Tredicesima giornata |                          |     |                            |
|                      |                          |     |                            |
| 07-01                | Cabo de Cruz - Emevé     | 0-3 | 23-25, 15-25, 16-25        |
| 07-01                | Textil - Barcellona      | 0-3 | 21-25, 22-25, 10-25        |
| 07-01                | Palma - Manacor          | 1-3 | 26-24, 23-25, 22-25, 16-25 |
| 15-02                | Melilla - Guaguas        | 0-3 | 23-25, 26-28, 21-25        |
| 07-01                | Río Duero Soria - Teruel | 3-1 | 15-25, 25-22, 25-19, 25-18 |
| 07-01                | Valencia - Almería       | 3-0 | 27-25, 25-18, 25-17        |
| 15-02                | Melilla - Guaguas        | 0-3 | 23-25, 26-28, 21-25        |

| Quattordicesima giornata |                           |     |                                   |
|                          |                           |     |                                   |
| 14-01                    | Valencia - Cabo de Cruz   | 3-0 | 25-14, 25-18, 25-23               |
| 14-01                    | Almería - Río Duero Soria | 0-3 | 20-25, 17-25, 21-25               |
| 14-01                    | Teruel - Melilla          | 3-1 | 25-20, 25-19, 23-25, 25-23        |
| 14-01                    | Guaguas - Palma           | 3-0 | 25-14, 25-19, 25-10               |
| 14-01                    | Manacor - Textil          | 3-0 | 25-14, 25-20, 25-22               |
| 15-01                    | Barcellona - Emevé        | 3-2 | 25-27, 20-25, 25-22, 25-17, 15-13 |

| Quindicesima giornata |                            |     |                                  |
|                       |                            |     |                                  |
| 21-01                 | Cabo de Cruz - Barcellona  | 0-3 | 10-25, 13-25, 21-25              |
| 21-01                 | Emevé - Manacor            | 3-0 | 25-16, 28-26, 25-17              |
| 21-01                 | Textil - Guaguas           | 0-3 | 17-25, 18-25, 13-25              |
| 21-01                 | Palma - Teruel             | 2-3 | 20-25, 25-22, 25-23, 20-25, 9-15 |
| 22-01                 | Melilla - Almería          | 3-0 | 25-18, 25-23, 25-17              |
| 21-01                 | Río Duero Soria - Valencia | 3-1 | 25-22, 22-25, 25-21, 25-20       |

| Sedicesima giornata |                                |     |                            |
|                     |                                |     |                            |
| 28-01               | Río Duero Soria - Cabo de Cruz | 3-0 | 25-18, 26-24, 25-17        |
| 28-01               | Valencia - Melilla             | 3-1 | 21-25, 25-17, 25-20, 27-25 |
| 28-01               | Almería - Palma                | 3-1 | 25-20, 23-25, 31-29, 25-23 |
| 28-01               | Teruel - Textil                | 3-1 | 23-25, 25-21, 25-20, 25-15 |
| 28-01               | Guaguas - Emevé                | 3-1 | 25-16, 23-25, 25-21, 25-14 |
| 28-01               | Manacor - Barcellona           | 3-0 | 25-19, 25-19, 25-23        |

| Diciassettesima giornata |                           |     |                            |
|                          |                           |     |                            |
| 04-02                    | Cabo de Cruz - Manacor    | 0-3 | 23-25, 16-25, 22-25        |
| 05-02                    | Barcellona - Guaguas      | 1-3 | 21-25, 25-23, 15-25, 20-25 |
| 04-02                    | Emevé - Teruel            | 0-3 | 19-25, 18-25, 26-28        |
| 04-02                    | Textil - Almería          | 0-3 | 23-25, 14-25, 17-25        |
| 04-02                    | Palma - Valencia          | 1-3 | 26-28, 24-26, 25-22, 22-25 |
| 05-02                    | Melilla - Río Duero Soria | 1-3 | 27-29, 25-23, 23-25, 21-25 |

| Diciottesima giornata |                         |     |                     |
|                       |                         |     |                     |
| 12-02                 | Melilla - Cabo de Cruz  | 3-0 | 25-22, 25-17, 25-20 |
| 11-02                 | Río Duero Soria - Palma | 3-0 | 25-23, 25-22, 25-18 |
| 11-02                 | Valencia - Textil       | 3-0 | 25-16, 25-17, 25-17 |
| 11-02                 | Almería - Emevé         | 3-0 | 25-13, 25-22, 25-17 |
| 11-02                 | Teruel - Barcellona     | 3-0 | 29-27, 25-20, 25-21 |
| 11-02                 | Guaguas - Manacor       | 3-0 | 27-25, 25-15, 25-17 |

| Diciannovesima giornata |                          |     |                                   |
|                         |                          |     |                                   |
| 18-02                   | Cabo de Cruz - Guaguas   | 0-3 | 21-25, 23-25, 16-25               |
| 18-02                   | Manacor - Teruel         | 0-3 | 16-25, 19-25, 12-25               |
| 19-02                   | Barcellona - Almería     | 1-3 | 20-25, 22-25, 32-30, 23-25        |
| 18-02                   | Emevé - Valencia         | 2-3 | 25-19, 25-20, 22-25, 22-25, 14-16 |
| 18-02                   | Textil - Río Duero Soria | 1-3 | 17-25, 22-25, 25-22, 19-25        |
| 18-02                   | Palma - Melilla          | 1-3 | 25-18, 16-25, 20-25, 21-25        |

| Ventesima giornata |                         |     |                     |
|                    |                         |     |                     |
| 04-03              | Palma - Cabo de Cruz    | 3-0 | 25-17, 25-15, 25-23 |
| 05-03              | Melilla - Textil        | 3-0 | 25-15, 25-21, 25-16 |
| 04-03              | Río Duero Soria - Emevé | 3-0 | 25-22, 25-18, 25-22 |
| 04-03              | Valencia - Barcellona   | 3-0 | 26-24, 25-19, 28-26 |
| 04-03              | Almería - Manacor       | 3-0 | 25-23, 25-22, 25-21 |
| 04-03              | Teruel - Guaguas        | 0-3 | 15-25, 15-25, 20-25 |

| Ventunesima giornata |                              |     |                                   |
|                      |                              |     |                                   |
| 11-03                | Teruel - Cabo de Cruz        | 3-0 | 25-17, 25-13, 25-19               |
| 12-03                | Guaguas - Almería            | 3-0 | 25-10, 25-19, 25-19               |
| 11-03                | Manacor - Valencia           | 3-0 | 25-20, 31-29, 25-23               |
| 11-03                | Barcellona - Río Duero Soria | 3-1 | 22-25, 25-15, 25-20, 25-18        |
| 11-03                | Emevé - Melilla              | 3-2 | 22-25, 16-25, 25-22, 25-19, 15-13 |
| 11-03                | Textil - Palma               | 2-3 | 25-21, 30-32, 25-23, 23-25, 12-15 |

| Ventiduesima giornata |                           |     |                                   |
|                       |                           |     |                                   |
| 18-03                 | Cabo de Cruz - Textil     | 3-2 | 23-25, 18-25, 25-21, 25-17, 15-13 |
| 18-03                 | Palma - Emevé             | 3-1 | 25-21, 22-25, 25-17, 25-23        |
| 18-03                 | Melilla - Barcellona      | 3-0 | 25-15, 25-20, 25-21               |
| 18-03                 | Río Duero Soria - Manacor | 3-0 | 25-10, 25-15, 26-24               |
| 18-03                 | Valencia - Guaguas        | 0-3 | 23-25, 16-25, 14-25               |
| 18-03                 | Almería - Teruel          | 3-0 | 28-26, 25-17, 25-18               |

#### Classifica
| Pos. | Squadra         | Pt | G  | V  | P  | SV | SP | Ratio | PF    | PS    | Ratio |
| ---- | --------------- | -- | -- | -- | -- | -- | -- | ----- | ----- | ----- | ----- |
| 1.   | Guaguas         | 66 | 22 | 22 | 0  | 66 | 7  | 9,429 | 1 811 | 1 365 | 1,327 |
| 2.   | Río Duero Soria | 53 | 22 | 18 | 4  | 58 | 20 | 2,900 | 1 858 | 1 662 | 1,118 |
| 3.   | Teruel          | 48 | 22 | 16 | 6  | 51 | 24 | 2,125 | 1 751 | 1 581 | 1,108 |
| 4.   | Melilla         | 45 | 22 | 15 | 7  | 51 | 28 | 1,821 | 1 852 | 1 677 | 1,104 |
| 5.   | Valencia        | 41 | 22 | 14 | 8  | 48 | 35 | 1,371 | 1 880 | 1 820 | 1,033 |
| 6.   | Almería         | 36 | 22 | 12 | 10 | 43 | 34 | 1,265 | 1 781 | 1 720 | 1,035 |
| 7.   | Barcellona      | 30 | 22 | 10 | 12 | 35 | 42 | 0,833 | 1 718 | 1 743 | 0,986 |
| 8.   | Emevé           | 28 | 22 | 9  | 13 | 35 | 44 | 0,795 | 1 701 | 1 762 | 0,965 |
| 9.   | Manacor         | 26 | 22 | 9  | 13 | 32 | 45 | 0,711 | 1 699 | 1 774 | 0,958 |
| 10.  | Palma           | 16 | 22 | 5  | 17 | 27 | 56 | 0,482 | 1 776 | 1 968 | 0,902 |
| 11.  | Textil          | 5  | 22 | 1  | 21 | 11 | 64 | 0,172 | 1 472 | 1 824 | 0,807 |
| 12.  | Cabo de Cruz    | 2  | 22 | 1  | 21 | 7  | 65 | 0,108 | 1 361 | 1 764 | 0,772 |

      Qualificata ai play-off scudetto.
      Retrocessa in Superliga 2 de Voleibol Masculina.

### Play-off scudetto

#### Tabellone
|  | Quarti di finale | Quarti di finale | Quarti di finale | Quarti di finale | Quarti di finale |   |                 | Semifinali | Semifinali | Semifinali | Semifinali | Semifinali |  |  | Finale | Finale | Finale | Finale | Finale | Finale |  |
|  |                  |                  |                  |                  |                  |   |                 |            |            |            |            |            |  |  |        |        |        |        |        |        |  |
|  | 1                | Guaguas          | 3                | 3                |                  |   |                 |            |            |            |            |            |  |  |        |        |        |        |        |        |  |
|  | 1                | Guaguas          | 3                | 3                |                  |   |                 |            |            |            |            |            |  |  |        |        |        |        |        |        |  |
|  | 8                | Emevé            | 0                | 1                |                  |   |                 |            |            |            |            |            |  |  |        |        |        |        |        |        |  |
|  | 8                | Emevé            | 0                | 1                |                  | 1 | Guaguas         | 3          | 3          |            |            |            |  |  |        |        |        |        |        |        |  |
|  |                  |                  |                  |                  |                  | 1 | Guaguas         | 3          | 3          |            |            |            |  |  |        |        |        |        |        |        |  |
|  |                  |                  | 4                | Melilla          | 0                | 0 |                 |            |            |            |            |            |  |  |        |        |        |        |        |        |  |
|  | 4                | Melilla          | 4                | Melilla          | 0                | 0 | 1               | 3          | 3          |            |            |            |  |  |        |        |        |        |        |        |  |
|  | 4                | Melilla          |                  |                  |                  |   |                 |            |            |            |            |            |  |  |        |        |        |        |        |        |  |
|  | 5                | Valencia         | 3                | 0                | 1                |   |                 |            |            |            |            |            |  |  |        |        |        |        |        |        |  |
|  | 5                | Valencia         | 3                | 0                | 1                |   | 1               | Guaguas    | 3          | 3          | 3          |            |  |  |        |        |        |        |        |        |  |
|  |                  |                  |                  |                  |                  |   |                 |            |            |            |            |            |  |  |        |        |        |        |        |        |  |
|  |                  |                  | 2                | Río Duero Soria  | 0                | 1 | 1               |            |            |            |            |            |  |  |        |        |        |        |        |        |  |
|  | 2                | Río Duero Soria  | 2                | Río Duero Soria  | 0                | 1 | 1               | 3          | 3          |            |            |            |  |  |        |        |        |        |        |        |  |
|  | 2                | Río Duero Soria  |                  |                  |                  |   |                 |            |            |            |            |            |  |  |        |        |        |        |        |        |  |
|  | 7                | Barcellona       | 1                | 0                |                  |   |                 |            |            |            |            |            |  |  |        |        |        |        |        |        |  |
|  | 7                | Barcellona       | 1                | 0                |                  | 2 | Río Duero Soria | 2          | 3          | 3          |            |            |  |  |        |        |        |        |        |        |  |
|  |                  |                  |                  |                  |                  | 2 | Río Duero Soria | 2          | 3          | 3          |            |            |  |  |        |        |        |        |        |        |  |
|  |                  |                  | 3                | Teruel           | 3                | 1 | 1               |            |            |            |            |            |  |  |        |        |        |        |        |        |  |
|  | 3                | Teruel           | 3                | Teruel           | 3                | 1 | 1               | 2          | 3          | 3          |            |            |  |  |        |        |        |        |        |        |  |
|  | 3                | Teruel           |                  |                  |                  |   |                 |            |            | 3          |            |            |  |  |        |        |        |        |        |        |  |
|  | 6                | Almería          | 3                | 1                | 2                |   |                 |            |            |            |            |            |  |  |        |        |        |        |        |        |  |

#### Risultati

##### Quarti di finale
| Gara 1 |                              |     |                                   |
|        |                              |     |                                   |
| 25-03  | Emevé - Guaguas              | 0-3 | 22-25, 21-25, 18-25               |
| 25-03  | Barcellona - Río Duero Soria | 1-3 | 28-30, 25-19, 20-25, 21-25        |
| 25-03  | Almería - Teruel             | 3-2 | 25-23, 20-25, 25-20, 28-30, 15-11 |
| 25-03  | Valencia - Melilla           | 3-1 | 21-25, 25-22, 27-25, 30-28        |

| Gara 2 |                              |     |                            |
|        |                              |     |                            |
| 01-04  | Guaguas - Emevé              | 3-1 | 25-18, 25-13, 21-25, 30-28 |
| 01-04  | Río Duero Soria - Barcellona | 3-0 | 25-14, 25-19, 25-20        |
| 01-04  | Teruel - Almería             | 3-1 | 25-17, 26-28, 25-15, 25-16 |
| 01-04  | Melilla - Valencia           | 3-0 | 25-22, 25-23, 28-26        |

| Gara 3 |                    |     |                                   |
|        |                    |     |                                   |
| 02-04  | Teruel - Almería   | 3-2 | 23-25, 25-19, 21-25, 25-18, 15-10 |
| 02-04  | Melilla - Valencia | 3-1 | 25-21, 22-25, 25-20, 25-20        |

##### Semifinali
| Gara 1 |                          |     |                                   |
|        |                          |     |                                   |
| 15-04  | Melilla - Guaguas        | 0-3 | 22-25, 20-25, 19-25               |
| 15-04  | Teruel - Río Duero Soria | 3-2 | 29-31, 23-25, 25-23, 25-22, 26-24 |

| Gara 2 |                          |     |                            |
|        |                          |     |                            |
| 22-04  | Guaguas - Melilla        | 3-0 | 25-18, 26-24, 25-20        |
| 22-04  | Río Duero Soria - Teruel | 3-1 | 25-18, 25-19, 12-25, 27-25 |

| Gara 3 |                          |     |                            |
|        |                          |     |                            |
| 23-04  | Río Duero Soria - Teruel | 3-1 | 24-26, 25-20, 25-23, 25-23 |

##### Finale
| Gara 1 |                           |     |                     |
|        |                           |     |                     |
| 29-04  | Río Duero Soria - Guaguas | 0-3 | 18-25, 19-25, 21-25 |

| Gara 2 |                           |     |                           |
|        |                           |     |                           |
| 30-04  | Río Duero Soria - Guaguas | 1-3 | 27-25, 9-25, 18-25, 18-25 |

| Gara 3 |                           |     |                            |
|        |                           |     |                            |
| 06-05  | Guaguas - Río Duero Soria | 3-1 | 25-22, 25-15, 22-25, 25-21 |

## Classifica finale
| Pos | Squadra         | Qualificazione           |
| --- | --------------- | ------------------------ |
|     | Guaguas         | Champions League 2023-24 |
| 2   | Río Duero Soria | Coppa CEV 2023-24        |
| 3   | Teruel          | Challenge Cup 2023-24    |
| 4   | Melilla         | Challenge Cup 2023-24    |
| 5   | Valencia        |                          |
| 6   | Almería         |                          |
| 7   | Barcellona      |                          |
| 8   | Emevé           |                          |
| 9   | Manacor         |                          |
| 10  | Palma           |                          |
| 11  | Textil          | Superliga 2 2023-24      |
| 12  | Cabo de Cruz    | Superliga 2 2023-24      |

## Statistiche
| Rendimento individuale | Rendimento individuale | Rendimento individuale | Rendimento individuale |
| Pos.                   | Nome                   | Punti                  | Squadra                |
| ---------------------- | ---------------------- | ---------------------- | ---------------------- |
| 1                      | Juan Pablo Moreno      | 553                    | Río Duero Soria        |
| 2                      | Rodrigo Melo           | 498                    | Teruel                 |
| 3                      | Pelegrín Vargas        | 445                    | Río Duero Soria        |
| 4                      | José Luis Linares      | 425                    | Emevé                  |
| 5                      | Víctor Amorim          | 409                    | Valencia               |
| 6                      | Ignacio Luengas        | 381                    | Melilla                |
| 7                      | Paolo Zonca            | 374                    | Guaguas                |
| 8                      | Federico Martina       | 369                    | Melilla                |
| 9                      | Javier Monfort         | 365                    | Valencia               |
| 10                     | Marco Ferreira         | 354                    | Almería                |

| Attacchi vincenti | Attacchi vincenti | Attacchi vincenti | Attacchi vincenti |
| Pos.              | Nome              | Punti             | Squadra           |
| ----------------- | ----------------- | ----------------- | ----------------- |
| 1                 | Juan Pablo Moreno | 449               | Río Duero Soria   |
| 2                 | Rodrigo Melo      | 442               | Teruel            |
| 3                 | Pelegrín Vargas   | 369               | Río Duero Soria   |
| 4                 | José Luis Linares | 366               | Emevé             |
| 5                 | Víctor Amorim     | 347               | Valencia          |
| 6                 | Federico Martina  | 334               | Melilla           |
| 7                 | Ignacio Luengas   | 322               | Melilla           |
| 8                 | Javier Monfort    | 299               | Valencia          |
| 9                 | Marco Ferreira    | 295               | Almería           |
| 10                | Renzo Cairus      | 281               | Palma             |

| Muri vincenti | Muri vincenti       | Muri vincenti | Muri vincenti   |
| Pos.          | Nome                | Punti         | Squadra         |
| ------------- | ------------------- | ------------- | --------------- |
| 1             | Moisés Cézar        | 77            | Almería         |
| 2             | Kevin Carabali      | 73            | Barcellona      |
| 3             | Jean Diedhiou       | 72            | Melilla         |
| 3             | Víctor Méndez       | 72            | Teruel          |
| 5             | Matthew Knigge      | 63            | Guaguas         |
| 6             | Gustavo Leandro     | 58            | Emevé           |
| 6             | David López         | 58            | Melilla         |
| 8             | Maximiliano Scarpín | 57            | Valencia        |
| 9             | Mário Santos        | 55            | Río Duero Soria |
| 10            | Joaquín Monteagudo  | 53            | Manacor         |

| Battute vincenti | Battute vincenti  | Battute vincenti | Battute vincenti |
| Pos.             | Nome              | Punti            | Squadra          |
| ---------------- | ----------------- | ---------------- | ---------------- |
| 1                | Paolo Zonca       | 66               | Guaguas          |
| 2                | Juan Pablo Moreno | 64               | Río Duero Soria  |
| 3                | Pelegrín Vargas   | 37               | Río Duero Soria  |
| 4                | José Luis Linares | 34               | Emevé            |
| 4                | Rodrigo Melo      | 34               | Teruel           |
| 6                | Víctor Amorim     | 33               | Valencia         |
| 7                | Ignacio Luengas   | 30               | Melilla          |
| 8                | César Martín      | 29               | Manacor          |
| 8                | Javier Monfort    | 29               | Valencia         |
| 10               | Yadrian Escobar   | 27               | Guaguas          |